# گلوکز ۱-فسفات
گلوکز ۱-فسفات (به انگلیسی: Glucose 1-phosphate) با فرمول شیمیایی C6H13O9P یک ترکیب شیمیایی با شناسه پاب‌کم ۶۵۵۳۳ است. که جرم مولی آن ۲۶۰٫۱۳۶ g/mol می‌باشد. 